# 蓮田健
蓮田 健（はすだ たけし、1966年6月18日 - ） は、日本の医師(産婦人科医)。
医療法人聖粒会慈恵病院の理事長兼院長。2021年12月、日本で初事例となる内密出産を受け入れた。
父は、親が育てられない赤ちゃんを匿名で預かる「こうのとりのゆりかご」を、国内で初めて設置した蓮田太二(1936-2020年)。祖父は、三島由紀夫を見出したといわれる国文学者の蓮田善明(1904-1945年)。

## 略歴
熊本県熊本市北区植木町生まれ。1972年、熊本大学教育学部附属小学校入学。熊本大学教育学部附属中学校を卒業後、熊本県立熊本高等学校入学。小学5年時より、空手道に強い関心を持ち、県内の新人戦では個人戦３位に入賞し、ヨーロッパ遠征に参加した。
その後、３年浪人の末、九州大学に入学、1995年、卒業後、九州大学医学部婦人科学産科学教室に入局し、九州大学医学部付属病院(現在の九州大学病院)、国立病院機構九州医療センター、下関市立中央病院(現在の下関市立市民病院)、福岡市民病院、宮崎県立宮崎病院を経て、2002年、慈恵病院に就職した。
2018年、世界のBaby　Boxの現状と課題について、熊本市内でシンポジウムを開催。これまで、ドイツと南アフリカ、韓国へ視察を行う。
2020年10月、父・太二の逝去に伴い、医療法人聖粒会　慈恵病院の理事長兼院長に就任。2022年２月、参議院予算委員会に参考人として招致され、内密出産について答弁した。

## 活動背景
父・蓮田太二は、2004年、ドイツのベビークラッペ(Baby Box)を視察した後、2005～2006年の間に、熊本で赤ちゃんの遺棄事件が３件も起きたことから、赤ちゃんの命を救いたい一心で、親が育てられない赤ちゃんを匿名で預かる「こうのとりのゆりかご」構想を発表した。

2007年、父・太二は、「こうのとりのゆりかご」と、予期せぬ妊娠や赤ちゃんの将来について相談できる窓口「SOS赤ちゃんとお母さんのための妊娠相談」の運用を開始。開設当初、「ゆりかごは安易な育児放棄を助長する」という、批判に健本人も一定の同調をしており、その懸念をぬぐいきれなかったのが正直なところだったと述べている。ところが、「ゆりかご」に預け入れをする女性達と直接、接触するようになって、その意見に疑問を持ち始めた。つまり、彼女達が安易に行動しているのではなく、孤立し、行き場を失い、必死の思いで慈恵病院に頼っていることを目の当たりにしたからである。
「ゆりかご」開設時期、健が病院当直の半数以上を担っており、預け入れをする女性や、預けられた赤ちゃんの診察の多くを担っていた。2013、2014年頃、「こうのとりのゆりかご専門部会」やマスコミから、「ゆりかご」への批判が強まり始め、「ゆりかご」存続に危機感を覚えた健は、「ゆりかご」の是非について、運営当事者としての説明や議論に積極的に関わるようになった。

## 人物
父の太二は、1969年２月、当時、健２歳の頃より慈恵病院に勤務していたため、健は病院隣の聖母愛児幼稚園に通っていた。当時３才から4才にも関わらず、熊本市中央区黒髪の自宅と幼稚園の間を市営バスで乗り換え、通園していた。それほど厳しい父だった。
両親は熊本大学付属小学校に通わせるつもりはなかったが、幼稚園の園児の間で、受験が流行っていたため、流行りにひかれて受験した。
小・中・高校時代の成績はあまり良い方ではなく、常に両親は心配していてた。また、空手道を志したものの、技術的にも体力的にも優秀な選手に及ばず、高校時代の空手部も高校２年で退部した。このような経験から、うまくできない人の気持ちに共感を覚えるようになった。

## 発言
「こうのとりのゆりかご」に対しては、主に次のような批判が挙げられる。
①	母親の安易な育児放棄を助長する。
②	子どもの出自を知る権利を損う。
③	医療関係者が不在の孤立出産を助長する。
　
これについて蓮田は次のように反論する。
①	について、安易な育児放棄と言われるが、母親たちは孤立し、他に頼る術がなく、必死
の思いで一人、出産し、熊本までやってくる。出産という行為は、時として指を切断する痛みにも匹敵すると言われていて、不安感が強い妊婦は、より強い痛みのストレスを感じると言われている。それほどの痛みを一人で耐え抜いて、出産をなしとげるわけなので、安易とは言い切れない。仮に、安易な母親がいるとすれば、その母親から子を引き離さなければ、いずれ、育児放棄を始めとする虐待が始まる。
②	について、出自を知る権利は人間にとって、とても大事であるとことに異論はない。
しかし、全ての人に出自を知る権利を提供できないことを理解していただきたい。慈恵病院を訪れる女性達は、匿名性を強く求めている。その理由は、主に家族に妊娠を知られたくないからで、家族背景として、虐待や親の過干渉など、家族の関係性の悪さが頻発する。また、グレーゾーンの発達障害や知的障害のある女性たちも少なくない。彼女たちに身元情報の開示を強要すれば、彼女たちは逃げてしまい、連絡さえ取れなくなってしまう。その結果、赤ちゃんを遺棄したり、殺したりしかねない。赤ちゃんの生命や健康を確保するためには、預け入れる母親が求める匿名性を尊重しなければならない。逆に、情報開示を強く求めて、母親とのつながりが途絶えてしまうことは、赤ちゃんを保護できなかった、見放したということになりかねない。
年間８０万人の赤ちゃんが生まれ、年間約１４万件の妊娠人工中絶が行われている(２０２０年度厚生労働省データ)日本の社会の中で、「ゆりかご」に関わりかねない孤立した女性は、年間100人～200人と見積もる。つまり、日本の社会の中で、100万分の100～200万、0.01~0.02%が、母親の匿名性を尊重するという特別な配慮が必要で、その結果、出自を知ることができない子ども達は申し訳ない結果になるのだが、あくまでも赤ちゃんの生命と健康の確保が優先するわけで、出自を知る権利を享受できない、とうハンディキャップを赤ちゃんにも周囲の大人達にも受け入れてもらわなければならない。出自を知る権利については、生い立ちが売春やレイプ、近親相関、ダブル不倫など、真実を知ることが本人にとってダメージになることがある。全ての人が出自を知ることが果たしてよいものなのか、疑問に感じる。
③について、孤立出産をする女性達の言葉を振り返ると、「ゆりかご」があったから孤立出産をしたというより、妊娠して、お腹が大きくなっていく過程で、誰にも知られることなく、出産を成し遂げたいと決意している心情がうかがえる。妊娠・出産の事実を隠し通さなければならないことが前提なので、「ゆりかご」がなかったとしても、やはり、孤立出産をし、その結果、遺棄や殺人に至る可能性を否定できない。日本の社会においては、赤ちゃんの遺棄や殺人が年間、２０件程度発生しているが、この人達に共通するのは、周囲に妊娠・出産を知られたくないということ、問題先送りの思考である。お腹が大きくなっているのに、「まだ陣痛が来るのは先。出産するのは先」と楽観した見通しをもち、そうこうするうちに想定外のタイミングで陣痛が始まり、出産が始まる。「ゆりかご」を想定して、出産日を待っているのではなく、まだ大丈夫と言っているうちに孤立出産の状況に陥ってしまう。

## エピソード
「明日、ママがいいない」
2014年1月、日本テレビから「明日、ママがいない」というドラマが放送された。ここでは、児童養護施設を舞台にしたストーリーが展開されたのだが、主人公の女の子は、赤ちゃんポストに預けられた子という設定から、「ポスト」と呼ばれていた。この頃、蓮田は、児童養護施設との関わりを始め、施設の子を自宅に招くなどの試みを行っていた。その経緯もって、児童養護施設についての情報や知識を得たいと、このドラマを心待ちにしていた。初回放送には、家族にも声をかけ、家族でテレビを囲んだ。
ところが、放送内容は、蓮田が期待していたものとはまるで異なっていた。児童養護施設の子ども達を、人にもらわれていくペットのように扱う描写に憤りを感じ、抗議を決意した。

その後、初回放送の翌日に、病院内で記者会見を開き、施設の子供たちへの謝罪と番組放送の中止を求めた。日本テレビはこれに応じなかったが、同番組スポンサーの中には、CM打ち切りを決めた企業もあり、回を重ねるごとにCMは減少し、最終的には、AC　JAPANの公共広告のみとなった。ドラマの企業CMが全てなくなってしまうのは、東日本大震災直後以来で、極めて異例だった。
この間、蓮田は、全国児童養護施設協議会や全国里親会と合同で、抗議の記者会見を行っている。